# Wiedergutmachung
De Wiedergutmachung (IPA: [viːdɐˈɡuːtˌmaxʊŋ], Duitse uitspraakⓘ) is een Duits systeem waarmee de Duitse regering na de Tweede Wereldoorlog geld uitkeerde aan overlevenden van de Holocaust en anderen die direct slachtoffer werden van de nazi's.
De twee wetten, het Bundesrückerstattungsgesetz (BRüG) en het Bundesentschädigungsgesetz (BEG), maakten het voor vervolgingsslachtoffers van de nazi's mogelijk om vergoeding te krijgen voor respectievelijk de geleden materiële en immateriële schade.
De Bondsrepubliek sloot in 1952 het Verdrag van Luxemburg waarmee Wiedergutmachungsbetalingen aan Joodse slachtoffers geregeld werden.
Het woord Wiedergutmachung betekent letterlijk vertaald weer goed maken. Het werkwoord (wiedergutmachen) betekent goedmaken of compenseren.
Om de schadevergoedingen in Nederland toe te kennen, werd in 1959 het Centraal Afwikkelingsbureau Duitse Schade Uitkeringen (CADSU) in het leven geroepen. De uitvoeringsdossiers die betrekking hadden op de afhandeling van claims inzake materiële schade (CADSU-I) zijn verloren gegaan. Mensen die slachtoffer waren van de vervolgingsmaatregelen om reden van ras, geloof of wereldbeschouwing konden een CADSU-II schadeclaim indienen. De uitvoeringsdossiers met betrekking tot claims inzake de immateriële schade (CADSU-II) zijn te raadplegen bij het Nationaal Archief.
Betalingen werden verricht op diverse gronden, zoals:
- Gezondheidsclaims
- Bezitsverliezen
- Psychische schade
- Gederfde inkomsten wegens dwangarbeid of gevangenschap
- Afspraken tussen staten of organisaties

De Duitse Democratische Republiek ging ervan uit dat zij met de herstelbetalingen aan de Sovjet-Unie aan haar plichten had voldaan en weigerde met Joodse organisaties te onderhandelen. Teruggave van bedrijfsvermogens aan de Joodse eigenaren gebeurde sowieso niet in een tijd dat bedrijven gecollectiviseerd werden. Directe slachtoffers van de nazi's in de DDR konden wel een uitkering krijgen, waarbij een onderscheid werd gemaakt tussen vervolgden (waaronder de Joden) en verzetsmensen (met name de communisten). In 1966 kregen vervolgden een erepensioen van 600 mark en verzetmensen een pensioen van 800 mark, terwijl het doorsnee pensioen in die tijd 164 mark bedroeg. Mensen die indirect slachtoffer werden, konden normaal gesproken geen geld krijgen.